# H-Streudiagramm
Ein h-Streudiagramm (engl. h-scattergram oder h-scatterplot) ist ein Streudiagramm, das vor allem in der Geostatistik angewandt wird, um die räumliche Variabilität einer ortsabhängigen (georeferenzierten) Messgröße darzustellen.

## Bedeutung
Die Bedeutung der h-Streudiagramme ergibt sich durch ihre Eigenschaft, extreme Abweichungen einzelner Messwertpaare in Bezug auf deren räumliche Variabilität deutlich zu machen.
Aus ihrem Vergleich ergibt sich auch die Richtungsabhängigkeit der Ähnlichkeit bzw. Unähnlichkeit von Messwerten, also die Unterscheidung zwischen einem isotropen oder anisotropen Verhalten der Messgröße.
Sie sind über die quadrierten, orthogonalen Abstände von y=x ferner Grundlage eines experimentellen Semivariogramms, bei dem jedes h-Streudiagramm durch zwei Werte repräsentiert wird.

## Beschreibung
Es setzt einen Messwert z an der Stelle xi mit einem Messwert an der Stelle xi + h in Beziehung, wobei h ein frei gewählter Abstand bzw. Vektor ist. Beide Messwerte werden in einem kartesischen Koordinatensystem eingetragen, mit z(xi) auf der x-Achse und z(xi+h) auf der y-Achse. Ist dieser Abstand gleich Null oder sind die Werte trotz Entfernung identisch, so liegen alle Punkte auf der Diagonalen y=x, da z(xi) = z(xi+h) gilt. Ist dies nicht der Fall, so ergibt sich eine Punktwolke, deren Größe bzw. Ungleichförmigkeit mit steigendem h in der Regel zunimmt, die Punkte sind also immer schlechter geschart. Gleichzeitig sinkt im Regelfall die Anzahl der Punkte, da ab einer bestimmten Größe von h immer weniger Messwerte ausreichend weit auseinanderliegen. Da nur bei exakten Messgittern mit konstanten Messintervallen zwischen den einzelnen Messpunkten auch eine größere Zahl von ihnen den gleichen Abstand besitzt, wird bei ungleichmäßigen Messnetzen ein Intervall bzw. eine Klasse Δh anstatt eines diskreten Werts h genutzt. Als Faustwert gilt, dass mindestens 30 bis 50 Wertepaare innerhalb der Klasse Δh liegen sollten. Um der Reichweite der Daten Rechnung zu tragen, werden dabei Abstände h benutzt, die maximal so groß wie die Hälfte der geringsten Ausdehnung des Untersuchungsgebiets sind.

### Annahme
Folgende Annahme fließt in das h-Streudiagramm ein:
z(xi) – z(xi+h) = d(h)
d.h. die Differenz zwischen den Messwerten hängt nicht vom Ort ab. Es muss also egal sein, ob die Entfernung zwischen x1 und x2 oder die von x4 und x5 gleich h bzw. Δh ist.

## Kreuz h-Streudiagramm
Als Kreuz h-Streudiagramm bezeichnet man ein Streudiagramm, das zwei unterschiedliche Attribute a und b miteinander vergleicht, z. B. die Konzentrationen verschiedener Stoffe. Es bildet sich analog zum h-Streudiagramm, jedoch mit
za(xi) und zb(xi+h).
Für h=0 handelt es sich um ein gewöhnliches Streudiagramm zwischen zwei Datensätzen.